# Balnearios
Balnearios és una pel·lícula documental de l'Argentina filmada en colors dirigida per Mariano Llinás segons el seu propi guió sobre una recerca de Agustín Mendilaharzu que es va estrenar el 3 de novembre de 2002.

## Sinopsi
Quatre històries sobre els balnearis argentins.

## Repartiment
- José Palomino Cortez...Veu en off ("Episodio de las playas")
- Verónica Llinás...Veu en off ("Prólogo")
- Dani Natanson...Veu en off ("Historia de Mar del Sur" i "Historia de Miramar")
- Mario Mactas..Veu en off ("Episodio de Zucco")
- Eduardo Gamba... Senyor G ("Historia de Mar del Sur")
- Nicolás Goldbart...Jove G ("Historia de Mar del Sur")
- Rafael Filippelli...Advocat ("Historia de Mar del Sur")
- Ulises de la Orden-...L'uruguaià ("Historia de Mar del Sur")
- Astrid Lund Petersen... La cantant ("Historia de Mar del Sur")
- Sergio Saad...Mariner ("Historia de Mar del Sur")
- Eduardo "Fatiga" Serrano...Banyer ("Episodio de las playas")
- Wenceslao Bonelli...Campió ("Episodio de las playas")
- Ángeles...Mujer Linda ("Episodio de las playas")
- Luis Pierucci...Baqueano ("Historia de Miramar")
- Ricardo Mannero...Acuanauta ("Historia de Miramar")
- César Zucco...Zucco ("Episodio de Zucco")
- Liliana Cuomo...Sirena ("Episodio de Zucco")
- Alejandro Zucco...Fill ("Episodio de Zucco")
- Francisco Miguel Fernández...Cantor ("Episodio de Zucco")
- Roberto Edgar Ojeda...Guitarrista ("Episodio de Zucco")
- Osvaldo Lucero...Guitarrista ("Episodio de Zucco")
- Don Domingo...Amigo del asado ("Episodio de Zucco")
- Don Farías...Amigo del asado ("Episodio de Zucco")
- Ariel Leyes...Amigo del asado ("Episodio de Zucco")
- Ernesto Jacinto Morales...Amigo del asado ("Episodio de Zucco")
- Braulio Colucci...Ayudante con la ballena ("Episodio de Zucco")
- Lucio Bonelli...Home en cul ("Episodio de Zucco")
- Mariano Llinás…Home en cul ("Episodio de Zucco")
- Eugenia Varas...Banyista ("Epílogo")

## Comentaris
Gustavo Noriega a El Amante del Cine va escriure: 
| « | "...apareix com un ovni en el món documental, amb el seu estil distanciat i brillant i el seu esperit juganer, gairebé aristocràti" | » |

Diego Trerotola a El Amante del Cine va opinar: 
| « | "No busca produir una impressió de realitat i, encara que sí que retrata la deterioració social argentí, s'allunya de la retòrica del registre directe de la injustícia política i econòmica. Per contra, la idea és filtrar i duplicar (o, si ho prefereixen, prendre distància i celebrar) els absurds artificis del real a partir de la creació d'altres artificis." | » |

## Premio
Premis Asociación de Cronistas Cinematográficos de la Argentina 2003
- Balnearios, ganador del Cóndor de Plata al Millor Videofilm Argentí